# Syzeuctus tigris
Syzeuctus tigris là một loài tò vò trong họ Ichneumonidae.